# Bob Clampett
Robert Emerson „Bob” Clampett (San Diego, Kalifornia, USA, 1913. május 8. – Detroit, Michigan, USA, 1984. május 4.) amerikai animátor, filmproducer, filmrendező és bábművész, legismertebb munkái a hazánkban Bolondos dallamok néven ismert animációs sorozat, a Warner Bros. stúdió Looney Tunes-a, és a Time for Beany illetve a Beany and Cecil című tv-produkciók. Jerry Beck történész szerint Clampett által vált a Bolondos dallamok „bolondossá”.

## Fiatalkora
Clampettet már tizenévesen is érdekelte a bábművészet és az animáció. Családjával Hollywoodban éltek Charlie Chaplin és bátyja, Syd szomszédságában. Az ifjú Clampett készítette az első Mickey egér babákat Walt Disney-nek. Ahogy később egy interjúban elmondta, Disney figyelmét felkeltette a fiatal művész, ezért munkát ajánlott neki. Bár ez csábító lehetőségnek bizonyult, mégsem fogadta el a Hyperion stúdióbeli állást. A Glendale's Harvard High Schoolban tanult, s miután elvégezte, 1931-től Hugh Harman és Rudolf Ising cégéhez került, ahol Looney Tunes és Merrie Melodies rajzfilmeket (többek közt a debütáló epizódokat) készítette. Az első években Clampett Friz Frelengnek dolgozott, aki egyben mentora is volt. 1935-ben alkotta meg a stúdió első rajzfilmsztárját, Cucu Malacot Freleng I Haven't Got a Hat című filmje számára.
Clampett Tex Avery csoportjához került ugyanebben az évben, s ők ketten hamarosan egy olyan sajátos Warner-animációs stílust dolgoztak ki, amivel a stúdió előretörhetett. A többi animátortól elszeparálva egy rozoga faházban dolgoztak, s hamarosan észrevették, hogy nem ők az egyetlen lakók. Házukba befészkelte magát több ezer apró termesz. A házat emiatt Termite Terrace-ra keresztelték, s később az egész rajzfilmstúdiót így becézték.
Később csatlakoztak a Chuck Jones, Virgil Ross és Sid Sutherland által alkotott csapathoz, s ezután zavartalanol dolgozhattak a forradalmian új humorú műveken. Munkájuk családias hangulatú volt. Az animátorok állandóan tréfálkoztak, például papírdarabokat ragasztottak a legyek szárnyaira. Leon Schlesinger stúdióelnök egyszer egy látogatása során így szólt jellegzetes selypegő hangján: "Huh, engedjetek ki! Már csak egy öblögető WC hangja hiányzik innen!!!".
Clampett meggyőzte Schlesingert, hogy hadd próbálja ki magát rendezőként is, debütáló alkotása Joe E. Brown filmjének (What's Your Birthday?) animált jelenete volt, melyben a csillagképek szerepeltek. Ezután Chuck Jones-al közösen rendezhetett Ub Iwerks számára, aki ekkoriban több Cucu Malac-filmet is készített Schlesingernek. Ezekben a rövidfilmekben Cucu mellett a rövid életű Gabby Goat figura szerepel. A műveknél csak Ub Iwerks van feltüntetve, mint rendező.
Clampett 1937-től lett ténylegesen rendező, s innen datálódik életművének aranykora. Filmjei elképesztően erőszakosak, szürreálisak és abszurdak voltak, s a figurákra még a fizika törvényei sem hatottak. Karaktereinek köszönhetően Clampett lett a legőrültebb Warner rendezőnek kikiáltva. Clampettre egyébiránt erősen hatott a spanyol szürrealista festőművész, Salvador Dalí, amint az például a Porky in Wackyland-ben (1938) jól látszik, ahol az egész rövidfilm egy Dalí-stílusú tájon játszódik tűnékeny objektumok és absztrakt képződmények között. Clampettet ennek okán akár a szürrealista mozgalom résztvevőjének is tekinthetjük, lévén hogy filmjei fennmaradó alkotások.
A következő kilenc év során Clampett készítette a stúdió legviccesebb és legőrültebb filmjeit, mint a Bugs Bunny Gets the Boid, az A Tale of Two Kitties (Csőrike debütáló filmje), az A Corny Concerto, a Coal Black and de Sebben Dwarfs, a Russian Rhapsody, a The Great Piggy Bank Robbery és a The Big Snooze, utolsó műve a stúdiónál, ahol neve nem szerepel a stáblistán (ez a harmadik az általa rendezett három Tapsi Hapsi és Elmer Fudd filmből). Főleg Clampett hatásának köszönhető, hogy a Warner végül abbahagyta a Disney-stílus másolását, és felépítették saját imidzsüket. Clampett emellett híres volt arról, hogy néhány figura hangját vagy egy-két hangeffektet maga szolgáltaott, ezek közül is a legismertebbb hang a Warner Bros. logó megjelenésekor hallható sípszó.
Mikor Tex Avery kilépett 1941-ben, a csapat Clampett keze alá került, a régi csoportját pedig Norman McCabe vette át. Avery utolsó, befejezetlen műveit Clampett fejezte be. Miután McCabe belépett a hadseregbe, Frank Tashlin visszatért Schlesinger cégéhez mint rendező, és az a csoport Robert McKimson keze alá került. Clampett 1946-ban lépett ki; csapatát Arthur Davis vette át. Bár a hivatalosan elfogadott verzió szerint Clampett távozásának oka az volt, hogy több művészi szabadságot szeretett volna, Davis állítja, hogy Clampettet Eddie Selzer stúdióvezér rúgta ki, aki kevesebb türelmet tanúsított iránta, mint Leon Schlesinger.

## Későbbi évei
Clampett a Screen Gems-hez került, a Columbia Pictures animációs divíziójához mint író és gagman. 1947-ben a Republic Pictures égisze alatt készülő Gene Autry-film (Sioux City Sue) rajzfilmes szekvenciáján dolgozott. Ez elégnek bizonyult ahhoz, hogy a Republic önálló rajzfilmstúdiót hozzon létre; Bob Clampett mindössze egyetlen rajzfilmet készített itt, az It's a Grand Old Naget Charlie Horse figurájával, ám ezután a Republic meggondolta magát, és törölte a sorozatot. Clampett "Kilroy" művésznév alatt dolgozott.
1949-ben Clampett a televíziónál kezdett munkálkodni, ahol a híres bábfilm-sorozatot, a Time for Beany-t készítette. A show (Stan Freberg és Daws Butler hangjával) három Emmy-díjat hozott Clampettnek, s rajongói között olyanok szerepeltek, mint Groucho Marx és Albert Einstein. 1952-ben indította el a Thunderbolt the Wondercolt című sorozatát, 1954-ben pedig megrednezte a Willy the Wolfot (az első bábvarieté-show-t a televízióban), emellett pedig a Buffalo Billy címszereplőjét szinkronizálta. Az ötvenes évek végén Clampett az Associated Artists Productions-höz került, hogy katalogizálja az 1948. augusztus előtti Warner rajzfilmeket, amiket ekkor szerzett meg a stúdió. 1959-ben elkészítette a Beany and Cecil című műsor animált változatát, ami az ABC-n volt látható 1962-től öt éven át.
Utolsó éveiben Bob Clampett főiskolai táborokon és animációs fesztiválokon tartott beszédet az animáció történetéről. 1975-ben ő állt a Bugs Bunny: Superstar című dokumentumfilm fókuszában. A film a Warner Brothers rajzfilmjeiről szólt. Clampett Termite Terrace-gyűjteménye legendás volt, megmutatott szinte minden megőrzött papírfecnit és tesztjelenetet.
Clampett szívroham következtében halt meg 1984. május 4-én Detroitban, Michigan államban.

## Személye körüli viták
Bár Clampett hatása a Warner Brothers stúdióban vitathatatlan, többen is kritizálták, amiért "egy egoista figura, aki idősebb korában korábbi Warneres kollégáit provokálta azzal, hogy magának tulajdonított olyan ötleteket, amelyek valójában nem is az övéi.". Chuck Jones nem kedvelte Clampett személyét, s még az 1979-es válogatásfilmben, a The Bugs Bunny/Road Runner Movie-ban sem változtatta meg véleményét (ahol pedig felvonul az összes Warner-rendező), és önéletrajzában, az 1989-es Chuck Amuck-ban is negatívan ír róla. A Clampett ellen irányuló unszimpátia valószínűleg abból eredeztethető, hogy ő volt a stúdió protekciósa (édesanyja Leon Schlesinger közeli jó barátja volt), s így rá kevésbé vonatkoztak a szabályok. Például Mel Blanc (a legendás szinkronszínész aki tíz éven át dolgozott Clampettel) is csak így ír róla: "egoista, mindent magának tulajdonít".
Egy 1946-os magazincikktől kezdve röviddel azután, hogy elhagyta a stúdiót, Clampett úgy hivatkozott magára, mint Tapsi Hapsi megteremtőjére, néha hozzátéve, hogy figuráját Clark Gable répaevős jelenete ihlette az It Happened One Night-ból. Azonban megnézve a harmincas évek végi és negyvenes évek eleji Tapsi-filmeket, jól látható, hogy a figura nem egyszer készült el, hanem hosszú évekig változott Tex Avery, Chuck Jones, Friz Freleng, Carl Dalton és Ben "Bugs" Hardaway, idősebb Robert McKimson és Mel Blanc keze alatt.
Az 1979-es The Bugs Bunny/Road Runner Movie-ban Clampettet nem említik Tapsi Hapsi "apjai" közt (Tapsit ekkor már 39 éve Mel Blanc szinkronizálta). Mivel a filmet Jones és Friz Freleng készítette, Clampett hanyagolása nem meglepő (Tapsi két valószínűsíthető "apja" Tex Avery, Tapsi első hivatalos filmjének, a Wild Hare-nek rendezője és McKimson, aki az azóta is létező Tapsi-dizájn alkotója).
Az animátor és rajzfilm-történész Milton Gray, Clampett jó barátja visszautasította Jones vádjait azzal, hogy Jones csak féltékeny. Szerinte Clampett nélkül a Warner Brothers stúdió korai sikerei egyszerűen nem valósulhattak volna meg.
Más Warner Bros.-os munkatársak, mint például a zenei rendező Carl Stalling Clampett mellé álltak a hatvanas-hetvenes években.